# Circoscrizione Parma-Modena-Piacenza-Reggio nell'Emilia
La circoscrizione Parma-Modena-Piacenza-Reggio nell'Emilia era una circoscrizione elettorale italiana per l'elezione dell'Assemblea Costituente, nel 1946 (circoscrizione XIV), e della Camera dei deputati, dal 1948 al 1993 (circoscrizione XIII).
Comprendeva le province di Parma, Modena, Piacenza e Reggio nell'Emilia.
Era prevista dalla Tabella A di cui al decreto legislativo luogotenenziale 10 marzo 1946, n. 74, poi ripresa dalla legge 20 gennaio 1948, n. 6 e dal decreto del presidente della Repubblica 30 marzo 1957, n. 361.
Nel 1993 la circoscrizione fu soppressa contestualmente all'istituzione della circoscrizione Emilia-Romagna, comprendente tutte le province della regione.
Di seguito i risultati di lista e i deputati eletti, ordinati secondo il numero di preferenze ottenute.

## Elezioni politiche 1946
| Liste                                           | Voti    | %     | Seggi |
| ----------------------------------------------- | ------- | ----- | ----- |
| Partito Comunista Italiano                      | 334.170 | 36,81 | 7     |
| Democrazia Cristiana                            | 266.587 | 29,37 | 6     |
| Partito Socialista Italiano di Unità Proletaria | 262.766 | 28,94 | 6     |
| Fronte dell'Uomo Qualunque                      | 15.485  | 1,71  | -     |
| Unione Democratica Nazionale                    | 13.253  | 1,46  | -     |
| Partito Repubblicano Italiano                   | 9.334   | 1,03  | -     |
| Concentrazione Democratica Repubblicana         | 6.240   | 0,69  | -     |
| Totale                                          | 907.835 |       | 19    |

| Partito Comunista Italiano | Democrazia Cristiana | Partito Socialista Italiano di Unità Proletaria                                                           |
| --- | --- | --- |
| - Teresa Noce - → Umberto Massola - Alberto Mario Pucci - Giacomo Ferrari - Dante Gorreri - Leonilde Iotti - Silvio Fantuzzi - Alfeo Corassori | - → Giuseppe Micheli - Michele Valenti - Giuseppe Dossetti - Giovanni Pallastrelli - Alessandro Coppi - Pasquale Marconi - Antonio Pignedoli | - Gustavo Ghidini - Ferdinando Bernini - Alberto Simonini - Nino Mazzoni - Mario Merighi - Giuseppe Arata |

1. 1 2  Opta per il collegio unico nazionale
2. ↑  Dimissionario l'11 settembre 1946; sostituito da Olinto Cremaschi il 12 settembre

## Elezioni politiche 1948
| Liste                                            | Voti    | %     | Seggi |
| ------------------------------------------------ | ------- | ----- | ----- |
| Fronte Democratico Popolare                      | 498.890 | 50,34 | 10    |
| Democrazia Cristiana                             | 368.464 | 37,18 | 7     |
| Unità Socialista                                 | 95.654  | 9,65  | 2     |
| Partito Repubblicano Italiano                    | 8.098   | 0,82  | -     |
| Blocco Nazionale                                 | 6.843   | 0,69  | -     |
| Movimento Sociale Italiano                       | 5.017   | 0,51  | -     |
| Partito Cristiano Sociale                        | 4.572   | 0,46  | -     |
| Partito Comunista Internazionalista              | 2.848   | 0,29  | -     |
| Movimento Nazionalista per la Democrazia Sociale | 708     | 0,07  | -     |
| Totale                                           | 991.094 |       | 19    |

| Fronte Democratico Popolare | Democrazia Cristiana | Unità Socialista                     |
| --- | --- | ------------------------------------ |
| - Mario Roveda - Teresa Noce - Gina Borellini - Olindo Cremaschi - Mario Ricci - Valdo Magnani - Nilde Iotti - Walter Sacchetti - Amerigo Clocchiatti - Fernando Santi | - Giuseppe Dossetti - Giuseppe Berti - Francesco Marenghi - Alessandro Coppi - Pasquale Marconi - Michele Valenti - Antonio Molinaroli | - Alberto Simonini - Umberto Calosso |

## Elezioni politiche 1953
| Liste                                   | Voti    | %     | Seggi |
| --------------------------------------- | ------- | ----- | ----- |
| Partito Comunista Italiano              | 356.943 | 35,85 | 8     |
| Democrazia Cristiana                    | 345.272 | 34,67 | 7     |
| Partito Socialista Italiano             | 146.844 | 14,75 | 3     |
| Partito Socialista Democratico Italiano | 69.726  | 7,00  | 1     |
| Movimento Sociale Italiano              | 24.370  | 2,45  | -     |
| Partito Liberale Italiano               | 14.973  | 1,50  | -     |
| Partito Nazionale Monarchico            | 13.225  | 1,33  | -     |
| Unità Popolare                          | 8.283   | 0,83  | -     |
| Unione Socialista Indipendente          | 6.364   | 0,64  | -     |
| Alleanza Democratica Nazionale          | 5.215   | 0,52  | -     |
| Partito Repubblicano Italiano           | 4.547   | 0,46  | -     |
| Totale                                  | 995.762 |       | 19    |

| Partito Comunista Italiano | Democrazia Cristiana                                                                                                | Partito Socialista Italiano                           | Partito Socialista Democratico Italiano |
| --- | --- | ----------------------------------------------------- | --------------------------------------- |
| - Dante Gorreri - Gina Borellini - Olinto Cremaschi - Nilde Iotti - Walter Sacchetti - Amerigo Clocchiatti - Teodoro Bigi - Mario Ricci | - Mario Scelba - Carlo Buzzi - Pasquale Marconi - Franco Aimi - Renzo Pasini - Attilio Bartole - Francesco Marenghi | - Fernando Santi - Ivano Curti - Maria Vittoria Mezza | - Alberto Simonini                      |

## Elezioni politiche 1958
| Liste                                            | Voti      | %     | Seggi |
| ------------------------------------------------ | --------- | ----- | ----- |
| Partito Comunista Italiano                       | 366.341   | 35,14 | 7     |
| Democrazia Cristiana                             | 357.707   | 34,32 | 7     |
| Partito Socialista Italiano                      | 178.962   | 17,17 | 3     |
| Partito Socialista Democratico Italiano          | 65.091    | 6,24  | 1     |
| Partito Liberale Italiano                        | 30.383    | 2,91  | 1     |
| Movimento Sociale Italiano                       | 26.535    | 2,55  | -     |
| Partito Nazionale Monarchico                     | 7.813     | 0,75  | -     |
| Partito Repubblicano Italiano - Partito Radicale | 6.408     | 0,61  | -     |
| Partito Monarchico Popolare                      | 2.698     | 0,26  | -     |
| Concentrazione Europea Democratica               | 468       | 0,04  | -     |
| Totale                                           | 1.042.406 |       | 19    |

| Partito Comunista Italiano | Democrazia Cristiana | Partito Socialista Italiano                      | Partito Socialista Democratico Italiano | Partito Liberale Italiano |
| --- | --- | ------------------------------------------------ | --------------------------------------- | ------------------------- |
| - Luciano Romagnoli - Dante Gorreri - Oreste Gelmini - Otello Montanari - Gina Borellini - Amerigo Clocchiatti - Teodoro Bigi | - Attilio Bartole - Ermanno Gorrieri - Vittorino Carra - Pasquale Marconi - Carlo Buzzi - Francesco Marenghi - Franco Aimi | - Fernando Santi - Ivano Curti - Umberto Zurlini | - Alberto Simonini                      | - Alberto Ferioli         |

## Elezioni politiche 1963
| Liste                                            | Voti      | %     | Seggi |
| ------------------------------------------------ | --------- | ----- | ----- |
| Partito Comunista Italiano                       | 418.045   | 39,16 | 8     |
| Democrazia Cristiana                             | 315.124   | 29,52 | 6     |
| Partito Socialista Italiano                      | 158.558   | 14,85 | 3     |
| Partito Socialista Democratico Italiano          | 73.867    | 6,92  | 1     |
| Partito Liberale Italiano                        | 59.380    | 5,56  | 1     |
| Movimento Sociale Italiano                       | 28.205    | 2,64  | -     |
| Partito Democratico Italiano di Unità Monarchica | 5.763     | 0,54  | -     |
| Concentrazione di Unità Rurale                   | 5.390     | 0,50  | -     |
| Partito Repubblicano Italiano                    | 3.281     | 0,31  | -     |
| Totale                                           | 1.067.613 |       | 19    |

| Partito Comunista Italiano | Democrazia Cristiana                                                                                 | Partito Socialista Italiano                           | Partito Socialista Democratico Italiano | Partito Liberale Italiano |
| --- | --- | ----------------------------------------------------- | --------------------------------------- | ------------------------- |
| - Luciano Romagnoli - Dante Gorreri - Luigi Borsari - Renato Ognibene - Nello Lusoli - Luigi Tagliaferri - Carmen Zanti - Oreste Gelmini | - Attilio Bartole - Ermanno Dossetti - Vittorino Carra - Carlo Buzzi - Carlo Ceruti - Dario Mengozzi | - Fernando Santi - Ivano Curti - Maria Vittoria Mezza | - Giuseppe Amadei                       | - Alberto Ferioli         |

## Elezioni politiche 1968
| Liste                                            | Voti      | %     | Seggi |
| ------------------------------------------------ | --------- | ----- | ----- |
| Partito Comunista Italiano                       | 463.790   | 42,37 | 9     |
| Democrazia Cristiana                             | 328.453   | 30,00 | 6     |
| Partito Socialista Unificato                     | 157.072   | 14,35 | 3     |
| Partito Socialista Italiano di Unità Proletaria  | 57.230    | 5,23  | 1     |
| Partito Liberale Italiano                        | 51.671    | 4,72  | 1     |
| Movimento Sociale Italiano                       | 24.572    | 2,24  | -     |
| Partito Repubblicano Italiano                    | 6.868     | 0,63  | -     |
| Partito Democratico Italiano di Unità Monarchica | 5.011     | 0,46  | -     |
| Totale                                           | 1.094.667 |       | 20    |

| Partito Comunista Italiano | Democrazia Cristiana                                                                               | Partito Socialista Unificato                               | Partito Socialista Italiano di Unità Proletaria | Partito Liberale Italiano |
| --- | -------------------------------------------------------------------------------------------------- | ---------------------------------------------------------- | ----------------------------------------------- | ------------------------- |
| - Nilde Iotti - Renato Finelli - Luigi Tagliaferri - Renato Ognibene - Luciana Sgarbi - Dante Gorreri - Alcide Vecchi - Decimo Martelli - Carmen Zanti | - Carlo Ceruti - Carlo Buzzi - Vittorino Carra - Dario Mengozzi - Pietro Micheli - Attilio Bartole | - Giuseppe Amadei - Maria Vittoria Mezza - Attilio Ferrari | - Dario Valori                                  | - Alberto Ferioli         |

## Elezioni politiche 1972
| Liste                                           | Voti      | %     | Seggi |
| ----------------------------------------------- | --------- | ----- | ----- |
| Partito Comunista Italiano                      | 486.124   | 42,70 | 9     |
| Democrazia Cristiana                            | 340.722   | 29,93 | 6     |
| Partito Socialista Italiano                     | 100.912   | 8,86  | 2     |
| Partito Socialista Democratico Italiano         | 70.098    | 6,16  | 1     |
| Movimento Sociale Italiano - Destra Nazionale   | 43.916    | 3,86  | 1     |
| Partito Liberale Italiano                       | 38.773    | 3,41  | 1     |
| Partito Socialista Italiano di Unità Proletaria | 32.780    | 2,88  | -     |
| Partito Repubblicano Italiano                   | 15.988    | 1,40  | -     |
| Il manifesto                                    | 5.099     | 0,45  | -     |
| Movimento Politico dei Lavoratori               | 2.746     | 0,24  | -     |
| Partito Comunista (Marxista-Leninista) Italiano | 1.221     | 0,11  | -     |
| Totale                                          | 1.138.379 |       | 20    |

| Partito Comunista Italiano | Democrazia Cristiana                                                                                  | Partito Socialista Italiano         |
| --- | --- | ----------------------------------- |
| - Nilde Iotti - Rubes Triva - Renato Finelli - Alessandro Carri - Vincenzo Baldassi - Pier Giorgio Bottarelli - Luciana Sgarbi - Carlo Cerri - Decimo Martelli | - Franco Bortolani - Pietro Micheli - Danilo Morini - Sergio Cuminetti - Carlo Buzzi - Ettore Lindner | - Attilio Ferrari - Luigi Felisetti |
| Partito Socialista Democratico Italiano | Movimento Sociale Italiano - Destra Nazionale                                                         | Partito Liberale Italiano           |
| - Giuseppe Amadei | - Carlo Tassi                                                                                         | - Alberto Ferioli                   |

## Elezioni politiche 1976
| Liste                                         | Voti      | %     | Seggi |
| --------------------------------------------- | --------- | ----- | ----- |
| Partito Comunista Italiano                    | 579.845   | 47,53 | 10    |
| Democrazia Cristiana                          | 390.179   | 31,98 | 6     |
| Partito Socialista Italiano                   | 110.022   | 9,02  | 2     |
| Partito Socialista Democratico Italiano       | 47.460    | 3,89  | 1     |
| Movimento Sociale Italiano - Destra Nazionale | 34.863    | 2,86  | -     |
| Partito Repubblicano Italiano                 | 23.605    | 1,93  | -     |
| Democrazia Proletaria                         | 13.139    | 1,08  | -     |
| Partito Radicale                              | 10.684    | 0,88  | -     |
| Partito Liberale Italiano                     | 10.157    | 0,83  | -     |
| Totale                                        | 1.219.954 |       | 19    |

| Partito Comunista Italiano | Democrazia Cristiana                                                                                      | Partito Socialista Italiano      | Partito Socialista Democratico Italiano |
| --- | --- | -------------------------------- | --------------------------------------- |
| - Nilde Iotti - Eletta Bertani - Rubes Triva - Maria Teresa Granati Caruso - Vincenzo Baldassi - Silvio Miana - Pier Giorgio Bottarelli - Mario Cravedi - Fausto Bocchi - Natalino Gatti | - Guglielmo Zucconi - Franco Bortolani - Gianpaolo Mora - Sergio Cuminetti - Andrea Borri - Danilo Morini | - Gaetano Arfé - Luigi Felisetti | - Giuseppe Amadei                       |

## Elezioni politiche 1979
| Liste                                         | Voti      | %     | Seggi |
| --------------------------------------------- | --------- | ----- | ----- |
| Partito Comunista Italiano                    | 569.461   | 46,46 | 10    |
| Democrazia Cristiana                          | 375.964   | 30,68 | 6     |
| Partito Socialista Italiano                   | 110.352   | 9,00  | 2     |
| Partito Socialista Democratico Italiano       | 46.648    | 3,81  | 1     |
| Movimento Sociale Italiano - Destra Nazionale | 31.282    | 2,55  | -     |
| Partito Radicale                              | 29.589    | 2,41  | -     |
| Partito Repubblicano Italiano                 | 22.933    | 1,87  | -     |
| Partito Liberale Italiano                     | 16.124    | 1,32  | -     |
| Partito di Unità Proletaria                   | 13.599    | 1,11  | -     |
| Nuova Sinistra Unita                          | 5.807     | 0,47  | -     |
| Democrazia Nazionale                          | 3.833     | 0,31  | -     |
| Totale                                        | 1.225.592 |       | 19    |

| Partito Comunista Italiano | Democrazia Cristiana                                                                                        | Partito Socialista Italiano       | Partito Socialista Democratico Italiano |
| --- | --- | --------------------------------- | --------------------------------------- |
| - Nilde Iotti - Antonio Bernardi - Maria Teresa Granati Caruso - Eletta Bertani - Vincenzo Baldassi - Rubes Triva - Mario Cravedi - Pier Giorgio Bottarelli - Fausto Bocchi - Natalino Gatti | - Franco Bortolani - Gianpaolo Mora - Andrea Borri - Enrico Menziani - Sergio Cuminetti - Franco Bonferroni | - Luigi Covatta - Luigi Felisetti | - Giuseppe Amadei                       |

## Elezioni politiche 1983
| Liste                                         | Voti      | %     | Seggi |
| --------------------------------------------- | --------- | ----- | ----- |
| Partito Comunista Italiano                    | 572.797   | 46,54 | 10    |
| Democrazia Cristiana                          | 318.087   | 25,85 | 5     |
| Partito Socialista Italiano                   | 127.691   | 10,38 | 2     |
| Partito Socialista Democratico Italiano       | 51.381    | 4,18  | 1     |
| Partito Repubblicano Italiano                 | 49.706    | 4,04  | 1     |
| Movimento Sociale Italiano - Destra Nazionale | 46.586    | 3,79  | 1     |
| Partito Liberale Italiano                     | 28.736    | 2,34  | -     |
| Partito Radicale                              | 20.602    | 1,67  | -     |
| Democrazia Proletaria                         | 13.565    | 1,10  | -     |
| Lista per Trieste                             | 1.486     | 0,12  | -     |
| Totale                                        | 1.230.637 |       | 20    |

| Partito Comunista Italiano | Democrazia Cristiana                                                                              | Partito Socialista Italiano                   |
| --- | ------------------------------------------------------------------------------------------------- | --------------------------------------------- |
| - Nilde Iotti - Luciano Guerzoni - Felice Trabacchi - Antonio Bernardi - Nanda Montanari Fornari - Rubes Triva - Anna Mainardi Fava - Maria Teresa Granati Caruso - Fausto Bocchi - Massimo Serafini | - Franco Bortolani - Gianpaolo Mora - Andrea Borri - Franco Bonferroni - Giovanni Carlo Bianchini | - Giulio Ferrarini - Luigi Felisetti          |
| Partito Socialista Democratico Italiano | Partito Repubblicano Italiano                                                                     | Movimento Sociale Italiano - Destra Nazionale |
| - Giuseppe Amadei | - Oddo Biasini                                                                                    | - Carlo Tassi                                 |

## Elezioni politiche 1987
| Liste                                         | Voti      | %     | Seggi |
| --------------------------------------------- | --------- | ----- | ----- |
| Partito Comunista Italiano                    | 549.824   | 43,23 | 9     |
| Democrazia Cristiana                          | 347.354   | 27,31 | 6     |
| Partito Socialista Italiano                   | 161.213   | 12,68 | 3     |
| Movimento Sociale Italiano - Destra Nazionale | 49.602    | 3,90  | 1     |
| Lista Verde                                   | 36.153    | 2,84  | 1     |
| Partito Repubblicano Italiano                 | 33.797    | 2,66  | -     |
| Partito Socialista Democratico Italiano       | 26.863    | 2,11  | -     |
| Partito Radicale                              | 24.431    | 1,92  | -     |
| Partito Liberale Italiano                     | 17.640    | 1,39  | -     |
| Democrazia Proletaria                         | 16.108    | 1,27  | -     |
| Liga Veneta - Pensionati Uniti                | 7.046     | 0,55  | -     |
| Partito Sardo d'Azione                        | 1.127     | 0,09  | -     |
| Alleanza Popolare                             | 613       | 0,05  | -     |
| Totale                                        | 1.271.771 |       | 20    |

| Partito Comunista Italiano | Democrazia Cristiana                                                                                                 | Partito Socialista Italiano                         | Movimento Sociale Italiano - Destra Nazionale | Lista Verde              |
| --- | --- | --------------------------------------------------- | --------------------------------------------- | ------------------------ |
| - Nilde Iotti - Pietro Folena - Renato Grilli - Elena Montecchi - Luciano Guerzoni - Anna Mainardi Fava - Nanda Montanari Fornari - Felice Trabacchi - Liliana Albertini | - Pierluigi Castagnetti - Franco Bortolani - Andrea Borri - Alessandro Duce - Franco Bonferroni - Giovanni Bianchini | - Giulio Ferrarini - Mauro Del Bue - Paolo Cristoni | - Carlo Tassi                                 | - Franca Bassi Montanari |

## Elezioni politiche 1992
| Liste                                         | Voti      | %     | Seggi |
| --------------------------------------------- | --------- | ----- | ----- |
| Partito Democratico della Sinistra            | 390.123   | 30,17 | 6     |
| Democrazia Cristiana                          | 275.736   | 21,32 | 4     |
| Lega Nord                                     | 171.132   | 13,23 | 3     |
| Partito Socialista Italiano                   | 131.207   | 10,15 | 2     |
| Partito della Rifondazione Comunista          | 97.150    | 7,51  | 1     |
| Partito Repubblicano Italiano                 | 46.509    | 3,60  | 1     |
| Movimento Sociale Italiano - Destra Nazionale | 43.387    | 3,36  | 1     |
| Federazione dei Verdi                         | 33.748    | 2,61  | -     |
| Partito Liberale Italiano                     | 23.783    | 1,84  | -     |
| Partito Socialista Democratico Italiano       | 21.853    | 1,69  | -     |
| Partito Pensionati                            | 14.420    | 1,12  | -     |
| La Rete                                       | 13.598    | 1,05  | -     |
| Lista Marco Pannella                          | 12.241    | 0,95  | -     |
| Sì Referendum                                 | 9.668     | 0,75  | -     |
| Lega Padana                                   | 5.836     | 0,45  | -     |
| Movimento Politico Difesa Automobilisti       | 1.763     | 0,14  | -     |
| Federalismo                                   | 976       | 0,08  | -     |
| Totale                                        | 1.293.130 |       | 18    |

| Partito Democratico della Sinistra                                                                      | Democrazia Cristiana                                                          | Lega Nord                                           | Partito Socialista Italiano        |
| --- | ----------------------------------------------------------------------------- | --------------------------------------------------- | ---------------------------------- |
| - Nilde Iotti - Alfonsina Rinaldi - Elena Montecchi - Lanfranco Turci - Renato Grilli - Rocco Caccavari | - Pierluigi Castagnetti - Maurizio Paladini - Andrea Borri - Carlo Giovanardi | - Fabio Dosi - Claudio Frontini - Pierluigi Petrini | - Mauro Del Bue - Giulio Ferrarini |
| Partito della Rifondazione Comunista                                                                    | Partito Repubblicano Italiano                                                 | Movimento Sociale Italiano - Destra Nazionale       |                                    |
| - Renato Albertini                                                                                      | - Augusto Rizzi                                                               | - Carlo Tassi                                       |                                    |